# Bucareli Bay
Bucareli Bay is een baai in de Alexanderarchipel in de Alaska Panhandle in het zuidoosten van Alaska in de Verenigde Staten.

## Geografie
De baai is ongeveer 40 kilometer lang. Ze ligt voor de westkust van Prins van Waleseiland tussen Baker Island, Saint Ignace Island en San Juan Bautista Island in het noordwesten en noorden en Suemez Island en een schiereiland van het Prins van Waleseiland in het zuidoosten. In het oosten is het verbonden met verschillende waterwegen, zoals de Ursua Channel, de San Alberto Bay en het Ulloa Channel. In het zuidwesten opent het direct naar de Golf van Alaska van de Grote Oceaan.
Het waterlichaam ligt in de mariene ecoregio Noord-Amerikaans Pacifisch Fjordland.

## Geschiedenis
Volgens de United States Geological Survey werd de naam "Bucareli" in 1775 gegeven door Juan Francisco de la Bodega y Quadra, die de baai "Puerto y Entrada de Bucareli" noemde, ter ere van Antonio María de Bucareli y Ursúa, destijds onderkoning van Nieuw-Spanje. In de jaren 1790 noemde George Vancouver, die toegang had tot verschillende Spaanse kaarten, de baai "Puerto del Baylio Bucareli." Francisco Antonio Mourelle was aanwezig met Quadra in Bucareli Bay en schreef over het zien van het licht van uitbarstende vulkanen, hoewel hij waarschijnlijk iets anders zag, misschien bosbranden. De Spanjaarden bezochten Bucareli Bay herhaaldelijk in de late 18e eeuw. Ignacio de Arteaga bezocht het samen met Quadra en Mourelle in 1779.
Twee Amerikaanse marineschepen die tijdens de Tweede Wereldoorlog waren gebouwd, kregen allebei de naam USS Bucareli Bay; ze werden echter kort daarna allebei hernoemd.